# Åge Hareide
Åge Fridtjof Hareide (Ulsteinvik, 23 september 1953) is een Noors voormalig voetbalcoach en professioneel voetballer. 

## Clubcarrière
Hareide begon in 1970 zijn profcarrière bij Hødd. Hier kwam in vijf jaar tot 37 duels. Zijn carrière begon pas te bloeien toen hij in 1976 voor Molde ging spelen. Hier speelde hij in vijf jaar bijna alle duels en kwam hij tot 21 doelpunten. In 1981 vertrok hij naar Manchester City. Hiervoor speelde hij 24 duels. In 1982 ging Hareide naar Norwich City. Hij was er invaller maar kwam toch tot 40 duels in twee seizoenen. Hierin wist hij twee keer te scoren. In 1984 keerde hij terug naar Molde. Hier wist hij zijn carrière als profvoetballer af te sluiten door in de laatste drie duels tienmaal te scoren.

## Interlandcarrière
Hareide speelde vijftig interlands voor Noorwegen. Hij maakte op 24 juni 1976 zijn debuut, tegen Denemarken (0–0).

## Trainerscarrière
In 1985 ging Hareide aan de slag als clubcoach en trainde hij onder meer Molde, Helsingborgs IF, Brøndby IF en Rosenborg BK. Met de laatstgenoemde club presteerde hij goed en wist hij de groepsfase van de Champions League te overleven door tweede in de groep te worden. Tevens maakte hij Rosenborg BK tweemaal kampioen van Noorwegen (2002 en 2003), en won hij de nationale beker (2003).
Vanaf eind 2003 was hij bondscoach van Noorwegen, als opvolger van Nils Johan Semb. Hij kende een vliegende start met zes overwinningen op rij, ook al betrof het 'slechts' oefenwedstrijden. Pas in de negende interland onder zijn leiding liepen de Noren tegen de eerste nederlaag op: een 2–1 verlies in de WK-kwalificatiewedstrijd in en tegen Italië. Het lukte Hareide uiteindelijk niet om de nationale ploeg naar een eindtoernooi te loodsen. Op 9 december 2008 werd hij ontslagen vanwege teleurstellende resultaten en opgevolgd door oudgediende Egil Olsen. Daags na zijn laatste wedstrijd als hoofdcoach van Malmö FF, een 8–0 nederlaag tegen Real Madrid in de UEFA Champions League 2015/16, maakte de Deense voetbalbond bekend dat Hareide de opvolger zou worden van Morten Olsen als bondscoach van Denemarken.
Hareide plaatste zich met Denemarken niet voor het EK 2016. Zijn ploeg kwalificeerde zich wel voor het WK 2018 en het EK 2020. Hareide was van plan om van het Europees kampioenschap zijn laatste toernooi te maken. Dit viel in het water toen het EK vanwege de coronapandemie werd uitgesteld tot 2021. Zijn contract bij de Deense bond liep af en hij werd opgevolgd door Kasper Hjulmand. Hareide werd in augustus 2020 voor een tweede termijn coach van Rosenborg BK. Eind 2021 liep zijn contract af.
In september 2022 werd hij ad interim-trainer van het Zweedse Malmö FF. In april 2023 werd Hareide bondscoach van IJsland. Op 24 november 2024 nam hij ontslag en kondigde een dag later zijn pensioen aan.
| Interlands Noorwegen onder leiding van Åge Hareide | Interlands Noorwegen onder leiding van Åge Hareide | Interlands Noorwegen onder leiding van Åge Hareide | Interlands Noorwegen onder leiding van Åge Hareide | Interlands Noorwegen onder leiding van Åge Hareide |
| №                                                  | Datum                                              | Wedstrijd                                          | Uitslag                                            | Competitie                                         |
| -------------------------------------------------- | -------------------------------------------------- | -------------------------------------------------- | -------------------------------------------------- | -------------------------------------------------- |
| 1                                                  | 22.01.2004                                         | Noorwegen – Zweden                                 | 3 – 0                                              | Vriendschappelijk                                  |
| 2                                                  | 25.01.2004                                         | Honduras – Noorwegen                               | 1 – 3                                              | Vriendschappelijk                                  |
| 3                                                  | 28.01.2004                                         | Singapore – Noorwegen                              | 2 – 5                                              | Vriendschappelijk                                  |
| 4                                                  | 18.02.2004                                         | Noord-Ierland – Noorwegen                          | 1 – 4                                              | Vriendschappelijk                                  |
| 5                                                  | 31.03.2004                                         | Servië en Montenegro – Noorwegen                   | 0 – 1                                              | Vriendschappelijk                                  |
| 6                                                  | 28.04.2004                                         | Noorwegen – Rusland                                | 3 – 2                                              | Vriendschappelijk                                  |
| 7                                                  | 27.05.2004                                         | Noorwegen – Wales                                  | 0 – 0                                              | Vriendschappelijk                                  |
| 8                                                  | 18.08.2004                                         | Noorwegen – België                                 | 2 – 2                                              | Vriendschappelijk                                  |
| 9                                                  | 04.09.2004                                         | Italië – Noorwegen                                 | 2 – 1                                              | WK-kwalificatie                                    |
| 10                                                 | 08.09.2004                                         | Noorwegen – Wit-Rusland                            | 1 – 1                                              | WK-kwalificatie                                    |
| 11                                                 | 09.10.2004                                         | Schotland – Noorwegen                              | 0 – 1                                              | WK-kwalificatie                                    |
| 12                                                 | 13.10.2004                                         | Noorwegen – Slovenië                               | 3 – 0                                              | WK-kwalificatie                                    |
| 13                                                 | 16.11.2004                                         | Australië – Noorwegen                              | 2 – 2                                              | Vriendschappelijk                                  |
| 14                                                 | 22.01.2005                                         | Koeweit – Noorwegen                                | 1 – 1                                              | Vriendschappelijk                                  |
| 15                                                 | 25.01.2005                                         | Bahrein – Noorwegen                                | 0 – 1                                              | Vriendschappelijk                                  |
| 16                                                 | 28.01.2005                                         | Jordanië – Noorwegen                               | 0 – 0                                              | Vriendschappelijk                                  |
| 17                                                 | 09.02.2005                                         | Malta – Noorwegen                                  | 0 – 3                                              | Vriendschappelijk                                  |
| 18                                                 | 30.03.2005                                         | Moldavië – Noorwegen                               | 0 – 0                                              | WK-kwalificatie                                    |
| 19                                                 | 20.04.2005                                         | Estland – Noorwegen                                | 1 – 2                                              | Vriendschappelijk                                  |
| 20                                                 | 24.05.2005                                         | Noorwegen – Costa Rica                             | 1 – 0                                              | Vriendschappelijk                                  |
| 21                                                 | 04.06.2005                                         | Noorwegen – Italië                                 | 0 – 0                                              | WK-kwalificatie                                    |
| 22                                                 | 08.06.2005                                         | Zweden – Noorwegen                                 | 2 – 3                                              | Vriendschappelijk                                  |
| 23                                                 | 17.08.2005                                         | Noorwegen – Zwitserland                            | 0 – 2                                              | Vriendschappelijk                                  |
| 24                                                 | 03.09.2005                                         | Slovenië – Noorwegen                               | 2 – 3                                              | WK-kwalificatie                                    |
| 25                                                 | 07.09.2005                                         | Noorwegen – Schotland                              | 1 – 2                                              | WK-kwalificatie                                    |
| 26                                                 | 08.10.2005                                         | Noorwegen – Moldavië                               | 1 – 0                                              | WK-kwalificatie                                    |
| 27                                                 | 12.10.2005                                         | Wit-Rusland – Noorwegen                            | 0 – 1                                              | WK-kwalificatie                                    |
| 28                                                 | 12.11.2005                                         | Noorwegen – Tsjechië                               | 0 – 1                                              | WK-kwalificatie                                    |
| 29                                                 | 16.11.2005                                         | Tsjechië – Noorwegen                               | 1 – 0                                              | WK-kwalificatie                                    |
| 30                                                 | 25.01.2006                                         | Mexico – Noorwegen                                 | 2 – 1                                              | Vriendschappelijk                                  |
| 31                                                 | 29.01.2006                                         | Verenigde Staten – Noorwegen                       | 5 – 0                                              | Vriendschappelijk                                  |
| 32                                                 | 01.03.2006                                         | Senegal – Noorwegen                                | 2 – 1                                              | Vriendschappelijk                                  |
| 33                                                 | 24.05.2006                                         | Noorwegen – Paraguay                               | 2 – 2                                              | Vriendschappelijk                                  |
| 34                                                 | 01.06.2006                                         | Noorwegen – Zuid-Korea                             | 0 – 0                                              | Vriendschappelijk                                  |
| 35                                                 | 16.08.2006                                         | Noorwegen – Brazilië                               | 1 – 1                                              | Vriendschappelijk                                  |
| 36                                                 | 02.09.2006                                         | Hongarije – Noorwegen                              | 1 – 4                                              | EK-kwalificatie                                    |
| 37                                                 | 06.09.2006                                         | Noorwegen – Moldavië                               | 2 – 0                                              | EK-kwalificatie                                    |
| 38                                                 | 07.10.2006                                         | Griekenland – Noorwegen                            | 1 – 0                                              | EK-kwalificatie                                    |
| 39                                                 | 15.11.2006                                         | Servië – Noorwegen                                 | 1 – 1                                              | Vriendschappelijk                                  |
| 40                                                 | 07.02.2007                                         | Kroatië – Noorwegen                                | 2 – 1                                              | Vriendschappelijk                                  |
| 41                                                 | 24.03.2007                                         | Noorwegen – Bosnië en Herzegovina                  | 1 – 2                                              | EK-kwalificatie                                    |
| 42                                                 | 28.03.2007                                         | Turkije – Noorwegen                                | 2 – 2                                              | EK-kwalificatie                                    |
| 43                                                 | 02.06.2007                                         | Noorwegen – Malta                                  | 4 – 0                                              | EK-kwalificatie                                    |
| 44                                                 | 06.06.2007                                         | Noorwegen – Hongarije                              | 4 – 0                                              | EK-kwalificatie                                    |
| 45                                                 | 22.08.2007                                         | Noorwegen – Argentinië                             | 2 – 1                                              | Vriendschappelijk                                  |
| 46                                                 | 08.09.2007                                         | Moldavië – Noorwegen                               | 0 – 1                                              | EK-kwalificatie                                    |
| 47                                                 | 12.09.2007                                         | Noorwegen – Griekenland                            | 2 – 2                                              | EK-kwalificatie                                    |
| 48                                                 | 17.10.2007                                         | Bosnië en Herzegovina – Noorwegen                  | 0 – 2                                              | EK-kwalificatie                                    |
| 49                                                 | 17.11.2007                                         | Noorwegen – Turkije                                | 1 – 2                                              | EK-kwalificatie                                    |
| 50                                                 | 21.11.2007                                         | Malta – Noorwegen                                  | 1 – 4                                              | EK-kwalificatie                                    |
| 51                                                 | 06.02.2008                                         | Wales – Noorwegen                                  | 3 – 0                                              | Vriendschappelijk                                  |
| 52                                                 | 26.03.2008                                         | Montenegro – Noorwegen                             | 3 – 1                                              | Vriendschappelijk                                  |
| 53                                                 | 28.05.2008                                         | Noorwegen – Uruguay                                | 2 – 2                                              | Vriendschappelijk                                  |
| 54                                                 | 20.08.2008                                         | Noorwegen – Ierland                                | 1 – 1                                              | Vriendschappelijk                                  |
| 55                                                 | 06.09.2008                                         | Noorwegen – IJsland                                | 2 – 2                                              | WK-kwalificatie                                    |
| 56                                                 | 11.10.2008                                         | Schotland – Noorwegen                              | 0 – 0                                              | WK-kwalificatie                                    |
| 57                                                 | 15.10.2008                                         | Noorwegen – Nederland                              | 0 – 1                                              | WK-kwalificatie                                    |
| 58                                                 | 19.11.2008                                         | Oekraïne – Noorwegen                               | 1 – 0                                              | Vriendschappelijk                                  |

| Interlands Denemarken onder leiding van Åge Hareide | Interlands Denemarken onder leiding van Åge Hareide | Interlands Denemarken onder leiding van Åge Hareide | Interlands Denemarken onder leiding van Åge Hareide | Interlands Denemarken onder leiding van Åge Hareide |
| №                                                   | Datum                                               | Wedstrijd                                           | Uitslag                                             | Competitie                                          |
| --------------------------------------------------- | --------------------------------------------------- | --------------------------------------------------- | --------------------------------------------------- | --------------------------------------------------- |
| 1                                                   | 24.03.2016                                          | Denemarken – IJsland                                | 2 – 1                                               | Vriendschappelijk                                   |
| 2                                                   | 29.03.2016                                          | Schotland – Denemarken                              | 1 – 0                                               | Vriendschappelijk                                   |
| 3                                                   | 03.06.2016                                          | Bosnië en Herzegovina – Denemarken                  | 2 – 2                                               | Vriendschappelijk                                   |
| 4                                                   | 07.06.2016                                          | Bulgarije – Denemarken                              | 0 – 4                                               | Vriendschappelijk                                   |
| 5                                                   | 31.08.2016                                          | Denemarken – Liechtenstein                          | 5 – 0                                               | Vriendschappelijk                                   |
| 6                                                   | 04.09.2016                                          | Denemarken – Armenië                                | 1 – 0                                               | WK-kwalificatie                                     |
| 7                                                   | 08.10.2016                                          | Polen – Denemarken                                  | 3 – 2                                               | WK-kwalificatie                                     |
| 8                                                   | 11.10.2016                                          | Denemarken – Montenegro                             | 0 – 1                                               | WK-kwalificatie                                     |
| 9                                                   | 11.11.2016                                          | Denemarken – Kazachstan                             | 4 – 1                                               | WK-kwalificatie                                     |
| 10                                                  | 15.11.2016                                          | Tsjechië – Denemarken                               | 1 – 1                                               | Vriendschappelijk                                   |
| 11                                                  | 26.03.2017                                          | Roemenië – Denemarken                               | 0 – 0                                               | WK-kwalificatie                                     |
| 12                                                  | 06.06.2017                                          | Denemarken – Duitsland                              | 1 – 1                                               | Vriendschappelijk                                   |
| 13                                                  | 10.06.2017                                          | Kazachstan – Denemarken                             | 1 – 3                                               | WK-kwalificatie                                     |
| 14                                                  | 01.09.2017                                          | Denemarken – Polen                                  | 4 – 0                                               | WK-kwalificatie                                     |
| 15                                                  | 04.09.2017                                          | Armenië – Denemarken                                | 1 – 4                                               | WK-kwalificatie                                     |
| 16                                                  | 05.10.2017                                          | Montenegro – Denemarken                             | 0 – 1                                               | WK-kwalificatie                                     |
| 17                                                  | 08.10.2017                                          | Denemarken – Roemenië                               | 1 – 1                                               | WK-kwalificatie                                     |
| 18                                                  | 11.11.2017                                          | Denemarken – Ierland                                | 0 – 0                                               | WK-kwalificatie                                     |
| 19                                                  | 14.11.2017                                          | Ierland – Denemarken                                | 1 – 5                                               | WK-kwalificatie                                     |

## Erelijst

### Als trainer
Molde FK
Bekerfinalist in 1989
Bekerwinnaar in 1994
 Helsingborgs IF
Bekerwinnaar in 1998
Landskampioen in 1999
 Rosenborg BK
Landskampioen in 2002 en 2003
Bekerwinnaar in 2003
 Malmö FF
Landskampioen in 2014